# Ariston de Péonie
Pour les articles homonymes, voir Ariston.
Ariston de Péonie (en grec ancien Ἀρίστων / Aristôn) est un officier dans l'armée macédonienne durant les campagnes d'Alexandre le Grand. Il commande l'escadron des cavaliers péoniens.

## Biographie
Fils d'Audoléon, Ariston appartient à la maison royale de Péonie ; il est peut-être le frère de Patraus et le père du dernier roi de Péonie, Audoléon. Le fait qu'il se mette au service d'Alexandre le Grand, tout comme Sitalcès II et d'autres, a contribué à assurer la loyauté de ses sujets envers la Macédoine. Dès le début de l'expédition, il commande l'unique escadron (ilè) de cavaliers péoniens. Ceux-ci occupent le flanc droit au Granique et à Issos. En 331 av. J.-C., les Péoniens repoussent les cavaliers perses envoyés par Mazaios afin de garder le passage du Tigre. Ariston tue leur chef Satropatès et rapporte sa tête à Alexandre, à qui il demande une coupe d'or en récompense de son exploit ; le roi le salue publiquement et boit en son honneur. Il est possible que cet événement soit commémoré par les monnaies émises par Patraus.
À Gaugamèles, les Péoniens sont de nouveau placés à droite du dispositif avec les lanciers (prodomoi) derrière la cavalerie mercenaire dirigée par Ménidas, cachant aux Perses les Agrianes, les archers et l'infanterie mercenaire. Durant l'engagement initial, les Péoniens viennent en aide à la cavalerie mercenaire aux prises avec la cavalerie scythe et bactrienne et, soutenus par les lanciers et les mercenaires de Cléandre, ils parviennent à briser la formation adverse. Les sources ne font plus mention d'Ariston après cet épisode.

## Sources antiques
- Arrien, Anabase [lire en ligne], I, II, III.
- Quinte-Curce, L'Histoire d'Alexandre le Grand [lire en ligne], IV.